# Zahir (islam)
Zahir (trl. ẓāhir,  zewnętrzny, widoczny, egzoteryczny) 
– według nauk tradycji bengalskich baulów i sufich to egzoteryczna doktryna Koranu.
Jest dostępna wprost dla wszystkich odbiorców. Przynależą do niej reguły prawa islamskiego (szariat). W opozycji do niej jest wiedza ezoteryczna objawienia – batin.